# Los Sapos
Los Sapos är en ort i Mexiko.   Den ligger i kommunen Caborca och delstaten Sonora, i den nordvästra delen av landet, 1 800 km nordväst om huvudstaden Mexico City. Los Sapos ligger 200 meter över havet och antalet invånare är 129.
Terrängen runt Los Sapos är platt. Runt Los Sapos är det mycket glesbefolkat, med 6 invånare per kvadratkilometer. Närmaste större samhälle är Siempre Viva, 3,4 km sydväst om Los Sapos. Omgivningarna runt Los Sapos är i huvudsak ett öppet busklandskap.